# Nicolas Dieuze
Nicolas Dieuze (né le 7 février 1979 à Albi, Tarn) est un footballeur français. Il évolue au poste de milieu défensif.

## Biographie
En juin 2008, il est transféré au Havre, promu en Ligue 1. Il signe un contrat de 3 ans avec la formation havraise.
Le 31 juillet 2009, il s'engage pour une durée de 2 ans en faveur du club isérois du GF38.
Nicolas Dieuze est le parrain régional de l'association Un maillot pour la vie qui soutient les enfants malades dans les hôpitaux.
Âgé de 32 ans, l'ancien attaquant puis milieu du TFC (jusqu'en 2008) veut finir sa carrière aux États-Unis. « J'ai déjà refusé des opportunités en L2, en Grèce ou en Suisse », explique-t-il dans les journaux. Fin octobre 2011, l'albigeois a réalisé des essais avec le New England Revolution, près de Boston, et  Chivas USA, club de la banlieue de Los Angeles. Après une saison sans jouer, il s'engage en juin 2012 pour une durée de deux ans au Luzenac AP, club de National.
Après trois saisons à Luzenac, notamment marquées par le refus d'accession du club en Ligue 2, alors qu'il inscrit le but de la montée d'une superbe reprise de volée en fin de match, il prend sa retraite en 2015.
Il est également chroniqueur pour LesViolets.com dans la rubrique Dieuze S'en Mêle.

## Statistiques
| Saison                | Club                  | Championnat           | Championnat | Championnat | Coupe(s) nationale(s) | Coupe(s) nationale(s) | Compétition(s) continentale(s) | Compétition(s) continentale(s) | Compétition(s) continentale(s) | Total | Total |
| Saison                | Club                  | Division              | M.          | B.          | M.                    | B.                    | Comp.                          | M.                             | B.                             | M.    | B.    |
| 1999-2000             | Toulouse FC           | Ligue 2               | 2           | 0           | -                     | -                     | -                              | -                              | -                              | 2     | 0     |
| 2000-2001             | Toulouse FC           | Ligue 1               | 22          | 6           | 1                     | 0                     | -                              | -                              | -                              | 23    | 6     |
| Sous-total            | Sous-total            | Sous-total            | 24          | 6           | 1                     | 0                     | -                              | -                              | -                              | 25    | 6     |
| 2001-2002             | SC Bastia             | Ligue 1               | 30          | 2           | 8                     | 1                     | -                              | -                              | -                              | 38    | 3     |
| 2002-2003             | SC Bastia             | Ligue 1               | 6           | 0           | -                     | -                     | -                              | -                              | -                              | 6     | 0     |
| Sous-total            | Sous-total            | Sous-total            | 36          | 2           | 8                     | 1                     | -                              | -                              | -                              | 44    | 3     |
| 2002-2003             | Toulouse FC           | Ligue 2               | 14          | 1           | 2                     | 0                     | -                              | -                              | -                              | 16    | 1     |
| 2003-2004             | Toulouse FC           | Ligue 1               | 24          | 3           | 4                     | 0                     | -                              | -                              | -                              | 28    | 3     |
| 2004-2005             | Toulouse FC           | Ligue 1               | 25          | 1           | 2                     | 0                     | -                              | -                              | -                              | 27    | 1     |
| 2005-2006             | Toulouse FC           | Ligue 1               | 35          | 2           | 2                     | 0                     | -                              | -                              | -                              | 37    | 2     |
| 2006-2007             | Toulouse FC           | Ligue 1               | 37          | 0           | 4                     | 0                     | -                              | -                              | -                              | 41    | 0     |
| 2007-2008             | Toulouse FC           | Ligue 1               | 32          | 4           | 1                     | 0                     | C1                             | 2                              | 0                              | 35    | 4     |
| Sous-total            | Sous-total            | Sous-total            | 170         | 11          | 15                    | 0                     | -                              | 2                              | 0                              | 187   | 11    |
| 2008-2009             | Le Havre AC           | Ligue 1               | 34          | 2           | 4                     | 1                     | -                              | -                              | -                              | 38    | 3     |
| Sous-total            | Sous-total            | Sous-total            | 34          | 2           | 4                     | 1                     | -                              | -                              | -                              | 38    | 3     |
| 2009-2010             | Grenoble Foot 38      | Ligue 1               | 32          | 4           | 2                     | 1                     | -                              | -                              | -                              | 34    | 5     |
| 2010-2011             | Grenoble Foot 38      | Ligue 2               | 34          | 2           | 2                     | 0                     | -                              | -                              | -                              | 36    | 2     |
| Sous-total            | Sous-total            | Sous-total            | 66          | 6           | 4                     | 1                     | -                              | -                              | -                              | 70    | 7     |
| 2012-2013             | Luzenac AP            | National              | 36          | 1           | 2                     | 0                     | -                              | -                              | -                              | 38    | 1     |
| 2013-2014             | Luzenac AP            | National              | 32          | 4           | 1                     | 0                     | -                              | -                              | -                              | 33    | 4     |
| Sous-total            | Sous-total            | Sous-total            | 68          | 5           | 3                     | 0                     | -                              | -                              | -                              | 71    | 5     |
| Total sur la carrière | Total sur la carrière | Total sur la carrière | 344         | 31          | 32                    | 3                     | -                              | 2                              | 0                              | 378   | 34    |

## Palmarès
Avec le Toulouse FC :
- Champion de Ligue 2 : 2003

Avec le SC Bastia :
- Finaliste de la Coupe de France : 2002